# Éric Noël
Éric Noël est un dramaturge québécois né en 1984.
Diplômé du programme d'écriture dramatique de l'École nationale de théâtre du Canada en 2009, il est en 2018 l'auteur de trois pièces pour adultes : Faire des enfants (2009), Tirade pour Henri (2010) et Ces regards amoureux de garçons altérés (2015). Faire des enfants, présentée d'abord comme exercice scolaire au Monument national par les élèves de l'École nationale de théâtre du Canada, est montée professionnellement sur la scène du Théâtre de Quat'sous en octobre 2011. Il est aussi l'auteur d'un livret d'un opéra de Vincent-Olivier Gagnon, Sans électricité, les oiseaux disparaissent (2009), et d'une pièce pour enfants, La Mère, le Père, le Petit et le Grand (2012). Pour le théâtre La Roulotte, il signe en 2018 Astéroïde B 612, une adaptation du Petit Prince de Saint-Exupéry.

## Œuvres théâtrales
- Sans électricité, les oiseaux disparaissent, 2008-2009
- Tirade pour Henri, 2010
- Faire des enfants, Montréal, Leméac, 2011  (ISBN 978-2-7609-0419-4)
- La Mère, le Père, le Petit et le Grand, 2012
- Ces regards amoureux de garçons altérés, 2015
- L'Amoure Looks Something Like You, 2020
- Astéroïde B 612, Leméac, 2021  (ISBN 9782760904798)

## Traductions
- Hamlet est mort. Gravité zéro, adaptation en français du Québec de la pièce Hamlet ist tot. Keine Schwerkraft, d'Ewald Palmetshofer, en collaboration avec Laurent Muhleisen, 2012
- Miranda & Dave recommencent encore, traduction de la pièce Miranda & Dave Begin Again, de Rhiannon Collet, 2019
- La méthode du magicien, traduction de la courte pièce The Magician's Method, de Milutin Gubash, 2020

## Honneurs
- 2010 : Prix Gratien-Gélinas pour la pièce Faire des enfants
- 2016 : Lauréat de l'Aide à la création (Paris), catégorie « Texte dramatique » pour Ces regards amoureux de garçons altérés

## Articles
- 2011 : « Un théâtre hygiénique », revue Jeu no 141
- 2014 : « La question de l'espoir », revue Jeu no 150
- 2017 : « Amour. Membres fantômes », avec Christophe Pellet, Parages, revue du TNS, no 2
- 2019 : « Toxiques », avec Pauline Peyrade, Parages, revue du TNS, no 6